# TRITC
异硫氰酸四甲基罗丹明（英語：tetramethylrhodamine thiocyanate，缩写TRITC），是一种罗丹明衍生物类荧光染料，广泛应用于流式細胞術和熒光顯微鏡，激发峰在547nm，发射峰在572nm。常用的TRITC是两种异硫氰酸基官能团位置异构体5-TRITC和6-TRITC的化合物。